# Willem Gestel

Stillleben mit Büchern, Krug und Äpfeln; Öl auf Leinwand

Willem Gestel (* 22. Februar 1853 in Dirksland; † 13. Februar 1952 in Woerden) war ein autodidaktischer niederländischer Maler, Zeichner und Hausmaler.

## Leben
Er war der Bruder des Malers Dimmen Gestel und Dirk Gestel. Willem Gestel unterrichtete zudem seinen Sohn Leo Gestel, den bekannten Künstler der Moderne.
Bis 1928 leitete Willem Gestel als Direktor Abendzeichenschule in Woerden.
Er war ansässig in Woerden.

## Mitgliedschaften
- Genootschap Kunstliefde Utrecht

## Schüler
- Hendrik van Kempen
- Leo Gestel
- Cornelis van Rootselaar
- Johannes Leonardus Stokhof

| Personendaten    | Personendaten          |
| ---------------- | ---------------------- |
| NAME             | Gestel, Willem         |
| KURZBESCHREIBUNG | niederländischer Maler |
| GEBURTSDATUM     | 22. Februar 1853       |
| GEBURTSORT       | Dirksland              |
| STERBEDATUM      | 13. Februar 1952       |
| STERBEORT        | Woerden                |